# 中国人民解放军陆军装甲第五旅
装甲第五旅（英語：5th Armored Brigade），是中国人民解放军陆军曾经的一个装甲旅，2017年撤编。

## 概述
1969年4月1日，坦克第五师成立，下辖：
- 坦克第十七团（前坦克自行火炮第三二三团）
- 坦克第十八团（前坦克自行火炮第三二四团）
- 坦克第十九团（前坦克自行火炮第三二五团）
- 第三独立坦克团（前坦克自行火炮第三九六团）

1970年，第三独立坦克团调出坦克第五师建制，坦克乘员教导第二团调入改称“坦克第二十团”。
1976年，坦克第十九团调出坦克第五师建制，成为陆军第四十军独立坦克团。沈阳军区独立坦克一团调入并使用坦克第十四团番号。1983年成立炮兵团和装甲步兵团，并调入陆军第四十军建制。
1998年缩编装甲第五旅。2017年撤销建制。

## 沿革
- 坦克第五师——（1969年4月1日-1998年10月）
- 陆军第四十集团军装甲旅——（1998年10月-2011年11月）
- 陆军第四十集团军装甲第五旅——（2011年11月-2017年4月）[1]